# Groenlandse ijskap

Overzichtskaart van Groenland met ijsdiktes. GISP2 verwijst naar de hoofdlocatie van het Greenland Ice Sheet Project, waar een 3 kilometer diepe boorkern uit de grond is gehaald.

De Groenlandse ijskap (Groenlands: Sermersuaq, Deens: Grønlands indlandsis) is een uitgestrekte ijsmassa die een oppervlakte ter grootte van 1.710.000 km² bedekt, ongeveer 80% van het oppervlak van Groenland. Het is de op een na grootste ijsmassa ter wereld, na de Antarctische ijskap.

## Kenmerken
De ijskap is bijna 2400 kilometer lang van noord naar zuid. Op zijn breedst is zij 1100 kilometer groot, ter hoogte van de 77°N breedtegraad, dicht bij het meest noordelijke oppervlak van de ijskap. De gemiddelde dikte van het ijs is 2135 meter. De dikte is over het algemeen meer dan 2 kilometer en meer dan 3 kilometer op het dikste punt. Het is niet de enige ijsmassa op Groenland: een aantal afgezonderd aan de randen van de ijskap liggende gletsjers en kleinere ijskappen bedekken ongeveer tussen de 76.000 en 100.000 km².
Als al het ijs zou smelten, zou dat tot een zeespiegelstijging van 6,7 meter leiden (ijsmassa = 3 420 000 km³/oppervlakte aarde= 510 100 000 km²). De Groenlandse ijskap wordt soms - evenals de Antarctische ijskap - het "binnenlands-ijs" (Zweeds: "inlandsis") genoemd.
Het oudste ijs in de ijskap is 110.000 jaar oud. De aanwezigheid van door ijs meegesleepte sedimenten aangetroffen in boorkernen in de diepzee ten noordoosten van Groenland, in de Framstraat en ten zuiden van Groenland duiden erop dat een ijskap of meerdere ijskappen de afgelopen 18 miljoen jaar min of meer aaneengesloten Groenland hebben bedekt. De Groenlandse ijskap was enorm in grootte geslonken van ongeveer 11 miljoen jaar geleden tot 10 miljoen geleden. De Groenlandse ijskap vormde zich in het midden-Mioceen door het samengroeien van ijskappen en gletsjers. De ijstijd verhevigde in het laat-Plioceen.
Het gewicht van het ijs heeft het centrale gedeelte van Groenland ingedrukt. Het oppervlak van het grondgesteente is bijna op zeeniveau in het grootste gedeelte van het binnenland van Groenland, maar de ijskap wordt door bergketens ingebed aan de randen. Als het ijs zou verdwijnen zou Groenland waarschijnlijk eruitzien als een eilandengroep, totdat isostasie het landoppervlak opnieuw boven zeeniveau zou tillen. De ijskap is op zijn hoogst op twee van noord naar zuid uitgerekte domes of richels. De zuidelijke dome is bijna 3000 meter hoog ter hoogte van de 63°-65°N breedtegraden. De noordelijke dome heeft een hoogte van 3290 meter ter hoogte van de 72°N breedtegraad. De kruinen van beide domes liggen ten oosten van de middenlijn van Groenland. Het grootste gedeelte van de niet-ingebedde gedeeltes van de ijskap reiken nergens op Groenland tot aan de zee, waardoor er geen grote ijsschotsen ontstaan. Een klein gedeelte van de rand van het ijs komt echter tot aan de zee in een gebied met onregelmatige topografie rond de Melvillebaai ten zuidoosten van Thule. Uitstulpingen van de ijskap vormen grote gletsjers die door de aangrenzende valleien heenkronkelen aan de randen van Groenland. Deze gletsjers komen uit op de oceaan en kalven daar af tot eindeloze hoeveelheden ijsbergen die soms voor overlast zorgen in de Noord Atlantische scheepsroutes. De bekendste van deze gletsjers is de Jakobshavngletsjer (Groenlands: Sermeq Kujalleq). Aan het einde van deze gletsjer beweegt het ijs zich voort met een snelheid van 20 tot 22 meter per dag.
De temperaturen op de ijskap zijn aanmerkelijk lager dan op de rest van Groenland. De laagste gemiddelde jaarlijkse temperaturen, ongeveer -31 °C, komen voor op het noord-centrale gedeelte van de noordelijke dome. De temperaturen op de kruinen van de zuidelijke dome zijn ongeveer -20 °C. Tijdens de winter neemt de ijskap een doorzichtige blauwige of groenige kleur aan. Tijdens de zomer smelt de bovenste laag van het ijs, waardoor er met lucht gevulde uithollingen ontstaan die een witte kleur aan het ijs geven.

## De ijskap als overzicht van vroegere klimaatsveranderingen

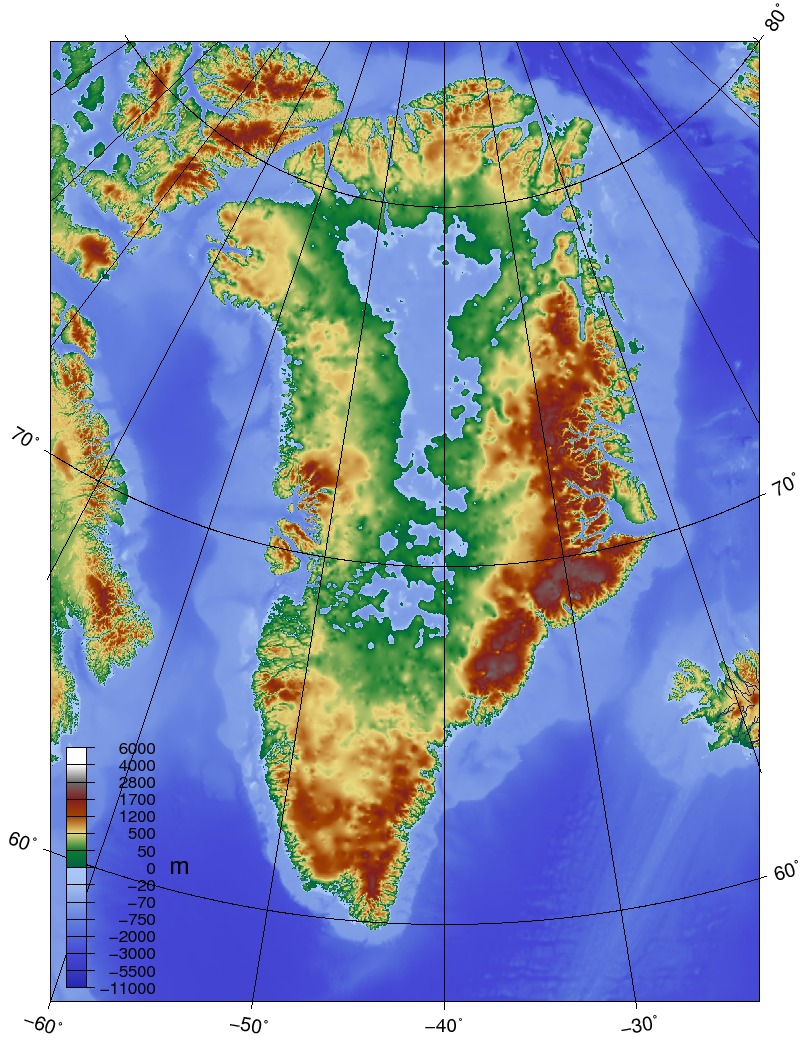
Topografische kaart van Groenland zonder ijskap.

De ijskap bestaat uit lagen sneeuw die over een periode van meer dan 100,000 jaar samengeperst zijn. Deze dikke laag ijs bevat een onschatbaar overzicht van vroegere klimaatsveranderingen. Wetenschappers hebben de afgelopen decennia boorkernen opgeboord van tot wel 4 kilometer diep. Gebruikmakend van deze boorkernen hebben wetenschappers gegevens verzameld over temperaturen, oceaangrootte, neerslag, scheikundige samenstelling van de atmosfeer, vulkaanuitbarstingen, veranderingen in zonnekracht, productiviteit van het zeeoppervlak, woestijngrootte en bosbranden verzameld. Deze verzameling van klimaatgegevens is groter dan elke andere in de natuur opgeslagen bron van klimaatgegevens, zoals boomringen en sedimentlagen.

## De smeltende ijskap
De in het poolgebied gelegen Groenlandse ijskap is vooral kwetsbaar voor klimaatverandering. Men veronderstelt nu dat het poolklimaat razendsnel aan het opwarmen is en men voorziet in de toekomst veel grotere veranderingen in het oppervlak van het poolijs. De Groenlandse ijskap smelt met een niet eerder vertoonde snelheid sinds enige jaren, wat hoogstwaarschijnlijk aanzienlijk gaat bijdragen aan de stijging van de zeespiegel. Ook zal dit leiden tot mogelijke verstoringen in de zeestromingen in de toekomst als deze blijkt dat deze veranderingen waarachtig zijn en zich op dezelfde wijze doorzetten. Er wordt beweerd dat de oppervlakte van de ijskap dat aan het smelten is, gegroeid is met ongeveer 16% tussen 1979 (toen metingen begonnen) en 2002 (meest recente gegevens). De grootte van de oppervlakte van het gebied dat aan het smelten was in 2002 was ongekend. De aantallen ijsbevingen bij de Helheimgletsjer en de gletsjers van Noordwest-Groenland zijn aanzienlijk gestegen tussen 1993 en 2005. Geschatte maandelijkse veranderingen in de massa van de Groenlandse ijskap in 2006 duiden erop dat zij aan het smelten is met een snelheid van ongeveer 239 km³ per jaar. Een recentere studie, gebaseerd op opnieuw verwerkte en verbeterde gegevens verzameld tussen 2003 en 2008, geeft een gemiddelde smeltsnelheid van 195 km³ per jaar aan. Deze metingen waren volgens de BBC afkomstig van de in 2002 gelanceerde Amerikaanse GRACE (Gravity Recovery and Climate Experiment) satelliet. Een onderzoek dat in september 2008 in Geophysical Research Letters werd gepubliceerd, dat gebruikmaakte van de gegevens verzameld door twee satellieten (ICESAT en ASTER) die het grondoppervlak observeren, toonde aan dat bijna 75 procent van het gesmolten Groenlandse ijs via kleine kustgletsjers in de oceaan was gekomen.
Als alle 2.850.000 km³ ijs zou smelten, zou de zeespiegel wereldwijd met 7,2 meter stijgen. Inmiddels wordt er gevreesd dat de aanhoudende klimaatverandering ervoor zal zorgen dat de Groenlandse ijskap op een gegeven moment een drempel zal overschrijden waarna het onvermijdelijk zal zijn dat op de langere termijn de ijskap zal smelten. Klimaatmodellen voorspellen dat over het verloop van de komende eeuw de lokale opwarming in Groenland tussen de 3 °C en 9 °C zal zijn. IJskapmodellen voorspellen dat door een opwarming van deze aard de ijskap over termijn van enkele eeuwen volledig zal smelten. Een stijging van zulk een grootte zal bijna elke grote kuststad ter wereld onderwater zetten. Er is nog een wetenschappelijk debat gaande over de snelheid van het smelten van de ijskap. Volgens het IPCC 2001 rapport zal een opwarming van deze aard, als deze niet ingedamd wordt na de 21e eeuw, in het volgende millennium tot een zeespiegelstijging van 1 tot 5 meter leidden. Echter, in een onderzoek gepubliceerd in Nature in 2013 hebben 133 onderzoekers een Groenlandse boorkern van het Eemiense interglaciaal onderzocht en zijn vervolgens tot de conclusie gekomen dat de Groenlandse ijskap 6000 jaar lang 8 °C warmer was dan tegenwoordig. De grote en langdurende opwarming had een gematigd effect op de ijskap en liet deze bijna volledig in stand.
Sommige wetenschappers waarschuwen dat de tot nu toe voorgestelde smeltsnelheden te rooskleurig worden ingeschat, omdat deze uitgaan van een lineaire voortgang in plaats van een onregelmatige voortgang. James E. Hansen beweert dat meerdere positieve terugkoppelingen kunnen leiden tot een niet-lineaire verdwijning van de ijskap met een grotere snelheid dan tot nu toe voorgesteld door de IPCC. Volgens een onderzoek uit 2007: "we zijn in paleoklimatologische gegevens geen bewijs tegengekomen dat er millennialange vertragingen waren tussen stralingsforcering en de daaropvolgende veranderingen in de ijskap. Een reactietijd van enkele eeuwen voor veranderingen in de ijskap lijkt waarschijnlijk, en we kunnen niet uitsluiten dat er op een decennialange termijn grootschalige veranderingen zullen plaatsvinden zodra wijdverspreide oppervlaktesmelting begint."
De smeltzone, waar de zomerwarmte sneeuw en ijs in smeltwater omzet, is zich de afgelopen jaren steeds sneller aan het uitbreiden. Wanneer het smeltwater door scheuren in de ijskap heensijpelt, versnelt het het smeltproces. In sommige gebieden zorgt het ervoor dat het ijs makkelijker over het onderliggende gesteente heenglijdt, waardoor het ijs zich sneller richting de zee beweegt. Behalve dat dit bijdraagt aan de wereldwijde zeespiegelstijging, voegt dit proces zoetwater toe aan de oceaan, wat de zeestromingen kan verstoren en dus ook het regionale klimaat. In juli 2012 bleek dat de smeltzone zich had uitgebreid tot 97 procent van het ijsoppervlak. Boorkernen tonen aan dat gebeurtenissen zoals deze gemiddeld ruwweg elke 150 jaar plaatsvinden. De laatste keer dat zulk een groot smeltproces heeft plaatsgevonden was in 1889. Deze ontdooiing zou cyclisch kunnen zijn. Echter, glacioloog Lora Koenig geeft aan dat "...als we zulke smeltprocessen blijven waarnemen in de komende jaren zal dat zorgwekkend zijn."
Smeltwater dat zich naar de zee begeeft onder het ijs, en daar onder het ijs in aanraking komt met het landoppervlak, kan vaste stoffen of opgelost materiaal zoals ijzer met zich meebrengen naar de oceaan. Metingen van de aantallen beschikbaar ijzer in smeltwater van de Groenlandse ijskap tonen aan dat het wijdverspreid smelten van de ijskap hoeveelheden ijzer aan de Atlantische Oceaan kan toevoegen die gelijkstaan aan die toegevoegd door stof uit de lucht. Dit zou de biologische activiteit in de Atlantische Oceaan verhogen.
Smeltwater van Groenland veroorzaakt niet overal een zelfde stijging van de zeespiegel. Als al het ijs op Groenland smelt, leidt dat tot een mondiaal gemiddelde zeespiegelstijging van zeven meter. In Nederland zal die stijging echter maar twee meter bedragen.
- Satellietmetingen van het Groenlandse ijsoppervlak van 1979 tot 2009 laten zien dat het ijs versneld aan het smelten is.
- NASA's MODIS en QuickSCAT satellietgegevens van 2007 werden vergeleken om de nauwkeurigheid van verschillende smeltwaarnemingen te bevestigen.
- (en)  NASA wetenschapper Eric Rignot vertelt over de bewegende Groenlandse ijskap.

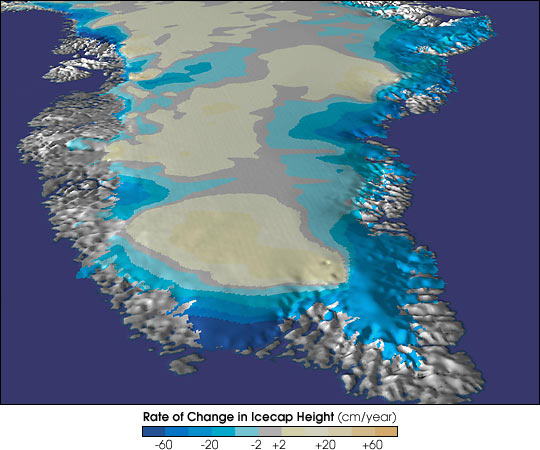
(en)  Deze animatie legt uit over de zich opeenhopende veranderingen in de hoogte van de Groenlandse ijskap tussen 2003 en 2012.
- Snelheid van de vermindering van de hoogte van de ijskap in centimeters per jaar tot 2007.
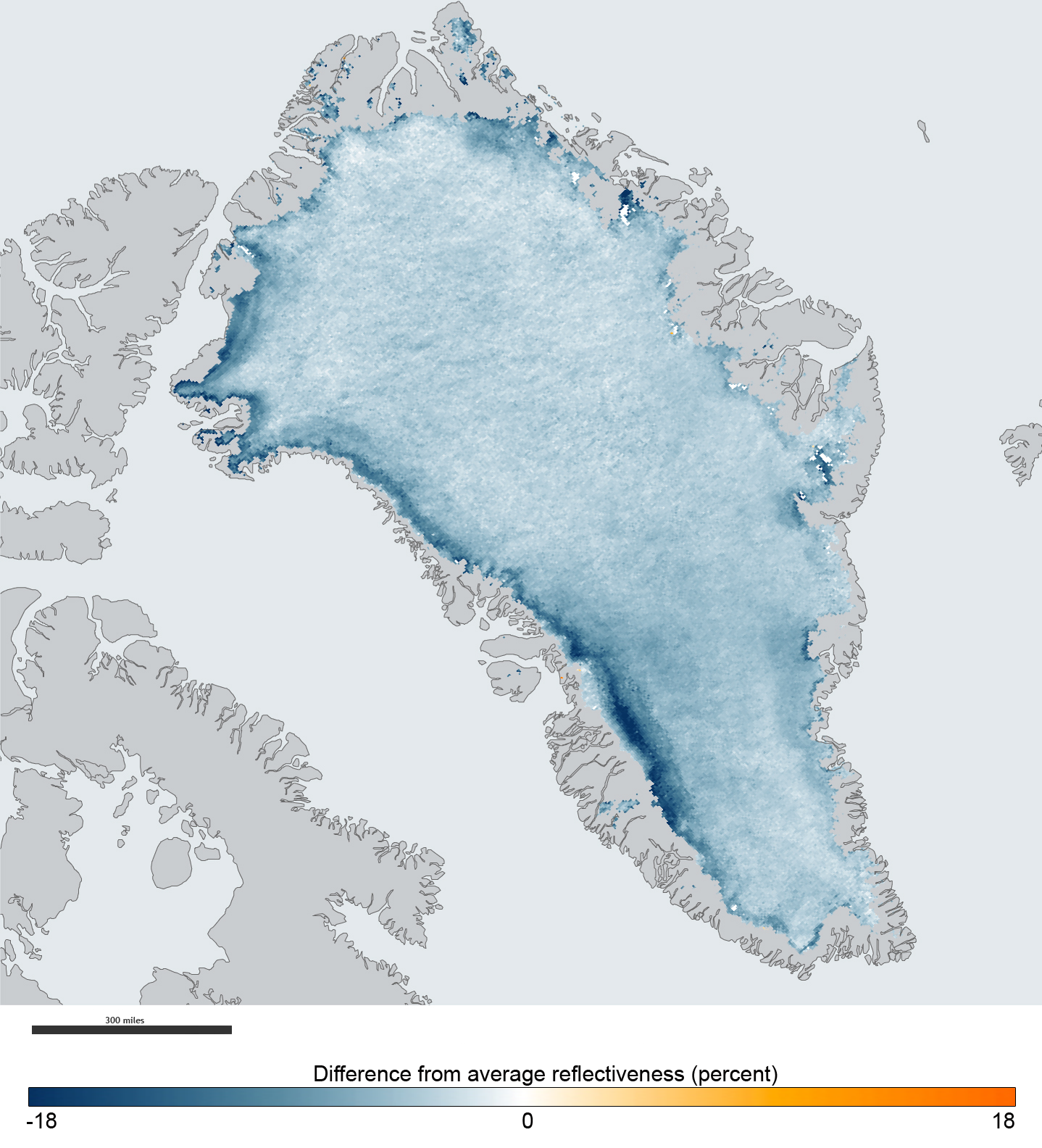
Albedoverandering in Groenland.

## Recente voorvallen waarbij ijs verloren ging
- Tussen 2000 en 2001: de Noord-Groenlandse Petermanngletsjer verloor 85 km² drijvend ijs.
- Tussen 2001 en 2005: de Jakobshavn Isbræ, Sermeq Kujalleq, viel uiteen, waarbij 93 km² ijs verloren ging, wat leidde tot wereldwijde aandacht voor de effecten van klimaatverandering op de ijskappen.[18]
- Juli 2008: Onderzoekers die dagelijks satellietbeelden volgden, ontdekten dat een stuk ijs ter grootte van 28 km² van de Petermanngletsjer was afgebroken.
- Augustus 2010: Een ijsschots ter grootte van 260 km² brak af van de Petermanngletsjer. Onderzoekers van de Canadian Ice Service namen de afkalving waar op NASA-satellietbeelden genomen op 5 augustus. De beelden toonden dat de Petermanngletsjer ongeveer een kwart van zijn 70 kilometer lange drijvende ijskap had verloren.[19]
- Juli 2012: Een andere grote ijsschots ter grootte van 120 km², twee keer zo groot als Manhattan, brak af van de Petermanngletsjer in Noord-Groenland.[20]
- Juli 2021: Er smelt door warmte, het wordt op dinsdag 27 juli 20 °C, op die dag 8,5 gigaton aan ijs.[21]